# Pružné sklo
Pružné sklo je bájný ztracený vynález, představený za času vlády římského císaře Tiberia. O tomto vynálezu se zmiňuje v jednom ze svých děl Isidor ze Sevilly. Řemeslník, který techniku výroby pružného skla vynalezl, prý přinesl císaři pohár (mísu na pití), prohlašuje, že je nerozbitný. Císař pohár několikrát hodil na podlahu, ale pohár se místo rozbití pouze prohnul. Vynálezce byl posléze schopen opravit pohár pomocí malého kladiva. Poté, co řemeslník přísahal, že pouze on zná techniku výroby a nikdo jiný se na výrobě nepodílel, mu nechal Tiberius stít hlavu, jelikož se obával, že takový vynález by ohrozil ekonomiku celé říše, protože by se toto sklo mohlo stát dražším, než bylo zlato nebo stříbro. 
Princip výroby tohoto skla je do dnešního dne neznámý, dnešní skla jsou schopna pohltit mnohé nárazy a jsou vytvářena i tvrzená skla, nikdy se ovšem nepovedlo vytvořit sklo, které by šlo opravit do podoby před dopadem na zem.